# Limnobaculum
Genre
Limnobaculum est une bactérie du genre des bacilles Gram négatifs (BGN), de la famille des Enterobacteriaceae et proche du genre Pragia. Son nom est formé du grec limnê (λίμνη : étang, lac) et du latin baculum (bâton). Il peut se traduire par « bacille lacustre ». Il fait référence au lac de barrage coréen d'où cette bactérie a été isolée pour la première fois.
En 2022, c'est un genre monospécifique, l'unique espèce connue Limnobaculum parvum étant également l'espèce type du genre.